# Geografia dell'Aquila

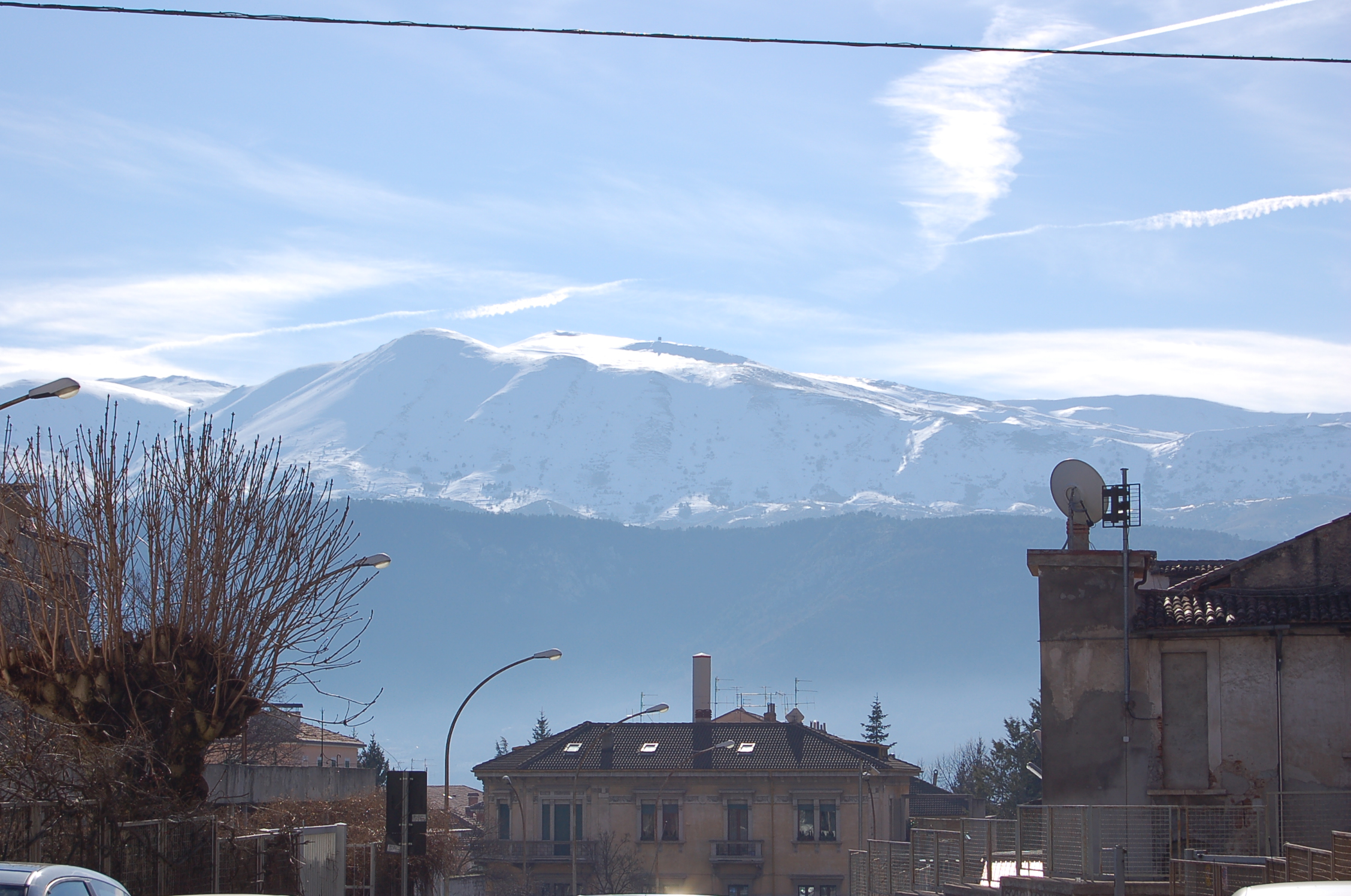
Le montagne dell'Aquilano - Gruppo montuoso di Monte Ocre-Monte Cagno

La città dell'Aquila si estende in modo molto vasto lungo le direttrici ove si incontrano la SS 17, la SS 80 e la SR 5 bis in una subregione dell'alta provincia dell'Aquila detta appunto Conca aquilana.

## Geografia fisica

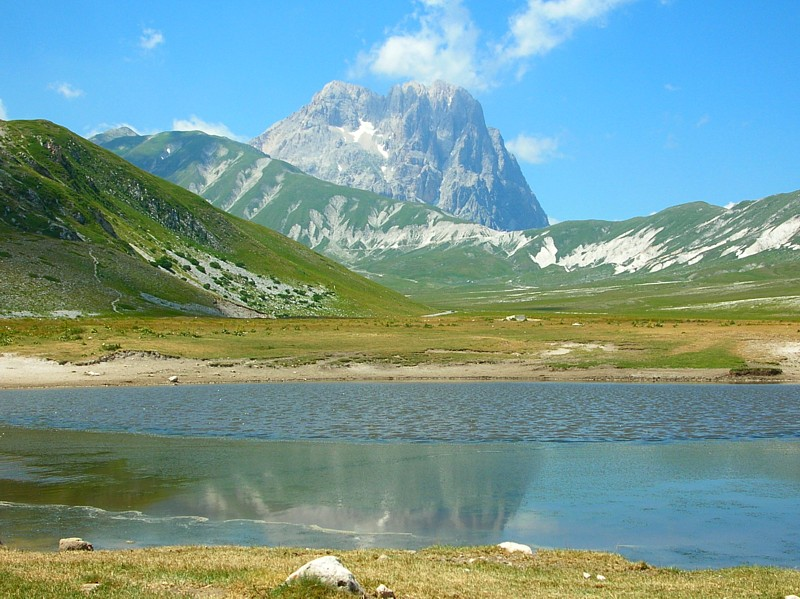
Campo Imperatore, una piana montana sulle cime del massiccio del Gran Sasso, nel comune dell'Aquila.

La città dell'Aquila occupa una porzione di territorio della conca, nella media valle dell'Aterno, caratterizzata dalla presenza di dorsali montuose su tutti i lati: a nord e nord-est è delimitata dal massiccio del Gran Sasso, a est dall'Altopiano di Navelli, a sud dalle propaggini settentrionali della catena del Sirente-Velino, a ovest dal gruppo montuoso dei Monti Ocre e Cagno e da quello dei Monti San Rocco e Cava, a nord-ovest dal Monte Calvo.

### Orografia
Le tre principali aree montane del territorio del comune sono: 
- il versante aquilano del Gran Sasso d'Italia (quasi interamente la dorsale occidentale-settentrionale e occidentale-meridionale), Campo Imperatore e la relativa zona del Parco nazionale del Gran Sasso e Monti della Laga (cime più elevate Pizzo Cefalone (2511m s.l.m.), Monte Corvo (2623m s.l.m.) e Pizzo d'Intermesoli (2635m s.l.m.)).
- i Monti di Bagno e Roio (2077 m s.l.m.) appartenenti al gruppo montuoso di Monte Ocre-Monte Cagno, appartenente alla catena del Sirente-Velino, posti a sud-est del territorio del comune.
- i Monti di Assergi, Tempera, Filetto, Camarda, Aragno, Collebrincioni, San Vittorino e Arischia a nord, nord-ovest e nord-est della città, che fanno da contrafforte alla dorsale occidentale del Gran Sasso (circa 100 km quadrati), che raggiungono elevazioni massime intorno ai 1600 m (Monte Stabiata), da esso separati a nord dalla Valle del Vasto.

All'interno del comune dell'Aquila è presente parte dell'altopiano di Campo Imperatore, nel cuore del Gran Sasso ed all'interno del Parco nazionale del Gran Sasso e Monti della Laga. Il territorio del comune presenta anche un'exclave, in territorio montano, al confine con il parco naturale regionale Sirente-Velino e la riserva regionale Montagne della Duchessa.

### Idrografia
Il territorio del comune è attraversato dal corso del fiume Aterno e dai suoi piccoli affluenti Vetoio, Raio e Vera, quest'ultimi a carattere torrentizio provenienti dalla parte sud-ovest e nord-est della Conca Aquilana. Gli unici specchi d'acqua del comune sono il Lago Vetoio e i Laghi di Bagno.

### Clima
Il territorio dell'Abruzzo aquilano, e zone limitrofe, è particolarmente interessante dal punto di vista climatico.
Il clima è di tipo temperato-fresco submontano, con temperature che nell'ultimo ventennio variano nel mese più freddo (gennaio) dai + 2 °C del declivio su cui sorge la città a + 0,5 del fondovalle occidentale ai 21,5 °C del mese più caldo (luglio), di poco sotto i  20° a fondovalle, con temperatura media annua compresa tra gli 11,5° ed i 10°. Le precipitazioni sono relativamente abbondanti (circa 750 mm annui) e concentrate soprattutto in autunno e in primavera.
In inverno la neve è frequentissima e può permanere al suolo per diverse settimane; in alcuni anni particolarmente rigidi di notte si sono arrivati a registrare dei valori di temperatura fino a -16 °C in città, mentre non possono definirsi eccezionali valori inferiori ai -20° a fondovalle come avvenuto il giorno 15 febbraio 2012 con un picco di -24,0° nei pressi di Preturo.
A causa dell'altitudine e soprattutto della posizione nel cuore di una vallata non particolarmente ampia, racchiusa da alti rilievi montuosi, le escursioni termiche tra il dì e la notte in periodi di alta pressione possono essere elevatissime (basti citare l'esempio del 15 giugno 2004, in cui la minima registrata fu di 9,1 °C, mentre la massima arrivò a toccare i 32,9 °C) a causa delle forti inversioni termiche notturne esaltate dal basso tasso di umidità.

## Ambiente

### Flora

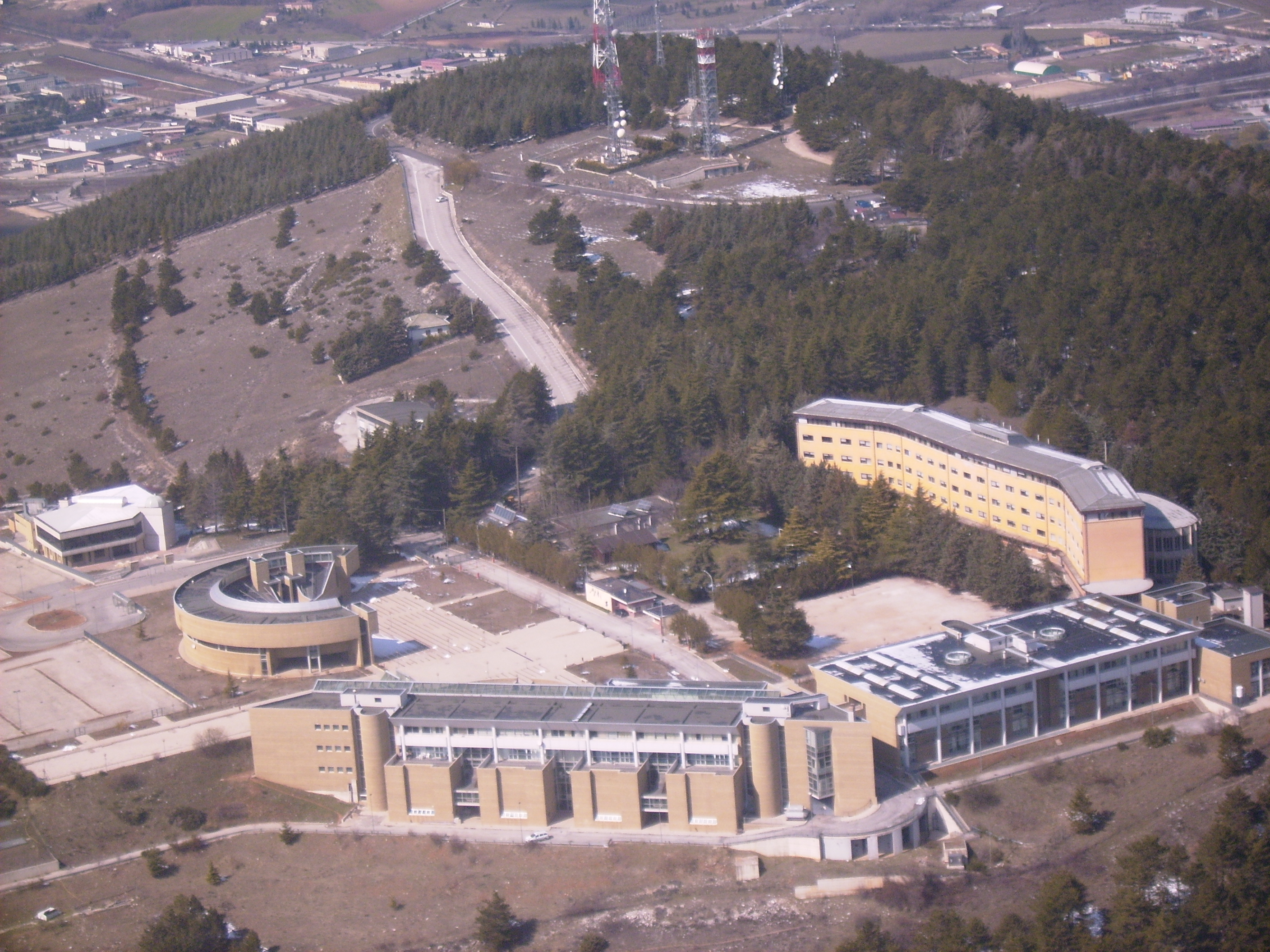
Le strutture della Facoltà di Ingegneria, immerse nel verde della Pineta di Roio sulla cima di Monte Luco.

Fino al XVI secolo il comprensorio dell'Aquila era caratterizzato dalla presenza di enormi distese boscose. A partire dal XVI e XVII secolo ebbero inizio operazioni di disboscamento intensivo, soprattutto allo scopo di fornire nuovi pascoli alla pastorizia, che sconvolsero pesantemente il paesaggio. Tanto è vero che più volte si dovette vietare alle popolazioni di insistere nel taglio degli alberi. In particolare, l'essenza maggiormente penalizzata fu proprio l'abete bianco, che si era spinto a queste latitudini nel corso delle glaciazioni, e che fu quasi completamente eliminato.
Il versante aquilano del Gran Sasso possiede un substrato calcareo ed un clima continentale. Questi fattori favoriscono principalmente lo sviluppo di boschetti di pioppi, di carpini e di cerri. Nell'aerale sono presenti il nocciolo, il castagno (che forma umbratili boschi), l'acero (spesso presente con esemplari mastodontici). Sui versanti più soleggiati si può trovare il sorbo montano e il ciliegio selvatico. Solo grazie a rimboschimenti sono presenti il pino nero, l'abete rosso, e il larice. L'introduzione di quest'ultima specie, secondo Fernando Tammaro e Carlo Catonica dell'Università degli Studi dell'Aquila, è stata giudicata un errore perché le condizioni ambientali del luogo sono troppo severe per una conifera decidua quale è, appunto, il larice.
Tra gli arbusti possono essere menzionati il ginepro, il mirtillo (commestibile), la belladonna (di aspetto simile al mirtillo, ma velenoso o addirittura mortale), l'agrifoglio.
Le fioriture sono caratterizzate da gigli (specie protetta da una Legge Regionale dell'Abruzzo), campanule, sassifraghe, primule, genziane, garofanini e numerose orchidee. Menzione a parte merita la stella alpina appenninica, una pianta rarissima sulle montagne dell'Appennino.

### Fauna
Data l'ampia estensione del comune, vi è un'ampia varietà di fauna, comprendente molte delle specie riscontrate nel Parco nazionale del Gran Sasso e Monti della Laga. L'area dell'aquilano è abitata anche da volpi, cinghiali e gatti selvatici, ma è possibile imbattersi anche in esemplari di caprioli e lupi appenninici. Per quanto riguarda gli uccelli sono presenti, tra gli altri, il falco pellegrino, il gheppio ed il lodolaio.
L'esponente più imponente della fauna della zona dell'Aquila è l'orso marsicano, una sottospecie di orso bruno, endemica dell'Appennino, di taglia relativamente ridotta. Presenti anche esemplari di lupo appenninico. Altri mammiferi di rilievo sono il gatto selvatico, il cinghiale, il daino ed il capriolo; meno diffuso che in altri areali abruzzesi è invece il camoscio, reintrodotto in tempi relativamente recenti.
Fra i rapaci meritano menzione l'aquila reale, il falco, la poiana comune e lo sparviero. Spicca, fra gli altri uccelli, la presenza del gracchio alpino e del picchio.
Fra i rettili va segnalata la vipera dell'Orsini, anch'essa endemica, di dimensioni inferiori rispetto alla vipera comune e caratterizzata da velenosità meno letale. Staziona nelle pietraie, vicino ai corsi d'acqua e nelle zone di bassi cespugli di ginepro.

### Pinete
Nel territorio del comune sono presenti quattro vaste pinete che si inerpicano rispettivamente su Monte Luco (Pineta di Roio), sopra al convento di San Giuliano (Pineta di San Giuliano), sui tornanti del Passo delle Capannelle (Pineta di Arischia/Pizzoli), la Pineta di Pesco Croce e quella del Colle Cerasitto (le due Pinete di Bagno). Le prime tre hanno subito danni negli anni 2000 e 2020 a causa di incendi boschivi dolosi ed hanno qualche itinerario escursionistico che le attraversa.

### Parchi urbani

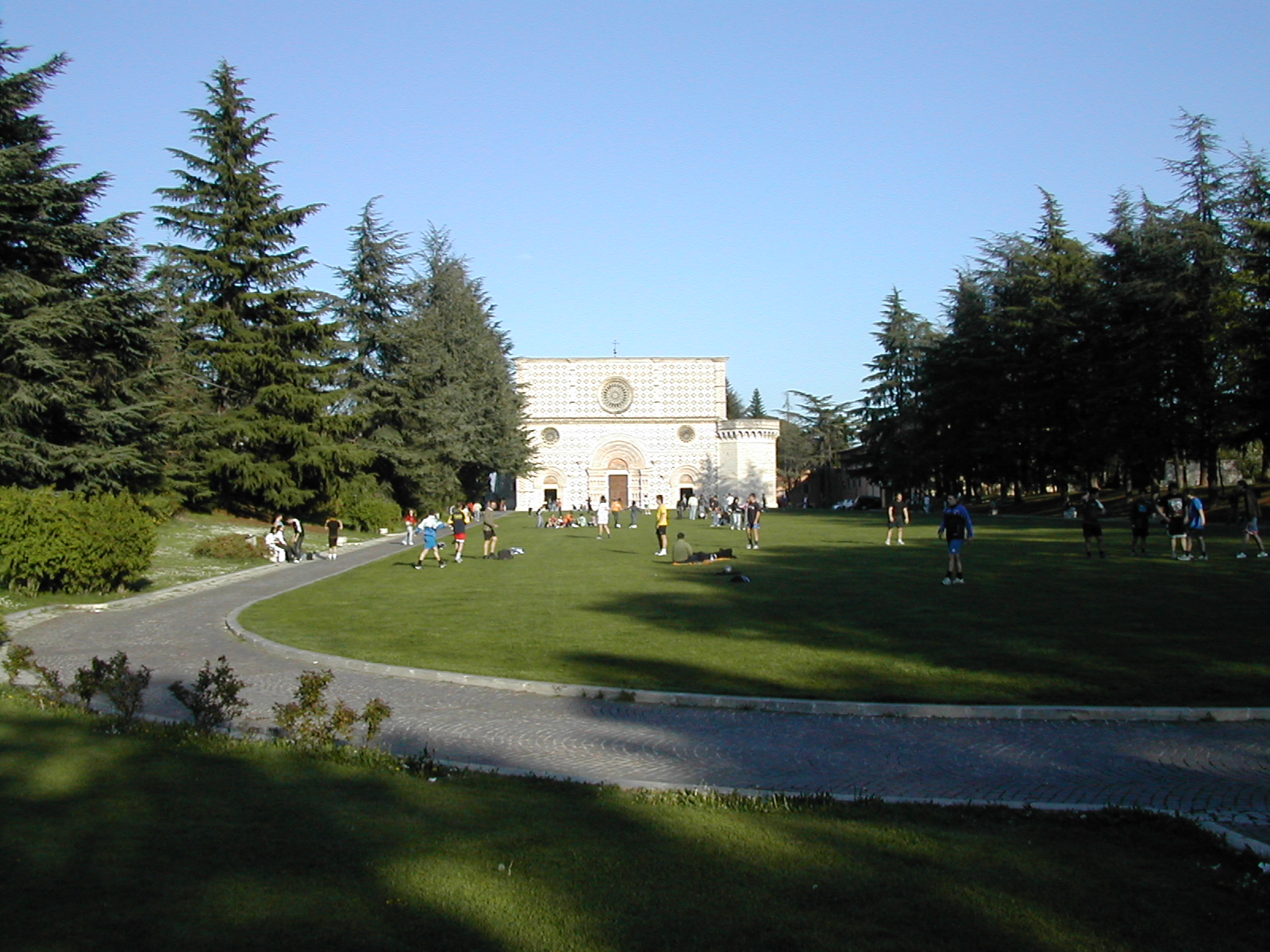
Il giardino di Santa Maria di Collemaggio

La città è ben dotata di parchi, tipicamente panoramici perché posti sulle parti più alte delle colline. Il "Parco del Sole" o Parco Chico Mendez, è situato alle spalle della basilica di Collemaggio. Da qui si gode di una vista eccezionale ed è spesso meta di cittadini che vogliono godere momenti di pace e tranquillità. Oltre al parco del Sole in città si trova il "Parco del Castello", che circonda la fortezza dagli anni '30 del XX secolo.

### Inquinamento
Data la sua posizione, il suo clima rigido e la mancanza di industrie fortemente inquinanti, L'Aquila è una città con poco inquinamento atmosferico. I forti venti che specialmente d'inverno spazzano il cielo aquilano, inoltre, contribuiscono a portare via lo smog prodotto dal traffico cittadino. La situazione è in parte cambiata dopo il terremoto del 2009 con il trasferimento nelle periferie di parte della popolazione residente e il flusso di traffico in ingresso e in uscita dalla città all'inizio e alla fine degli orari di lavoro.

## Geografia politica e antropica

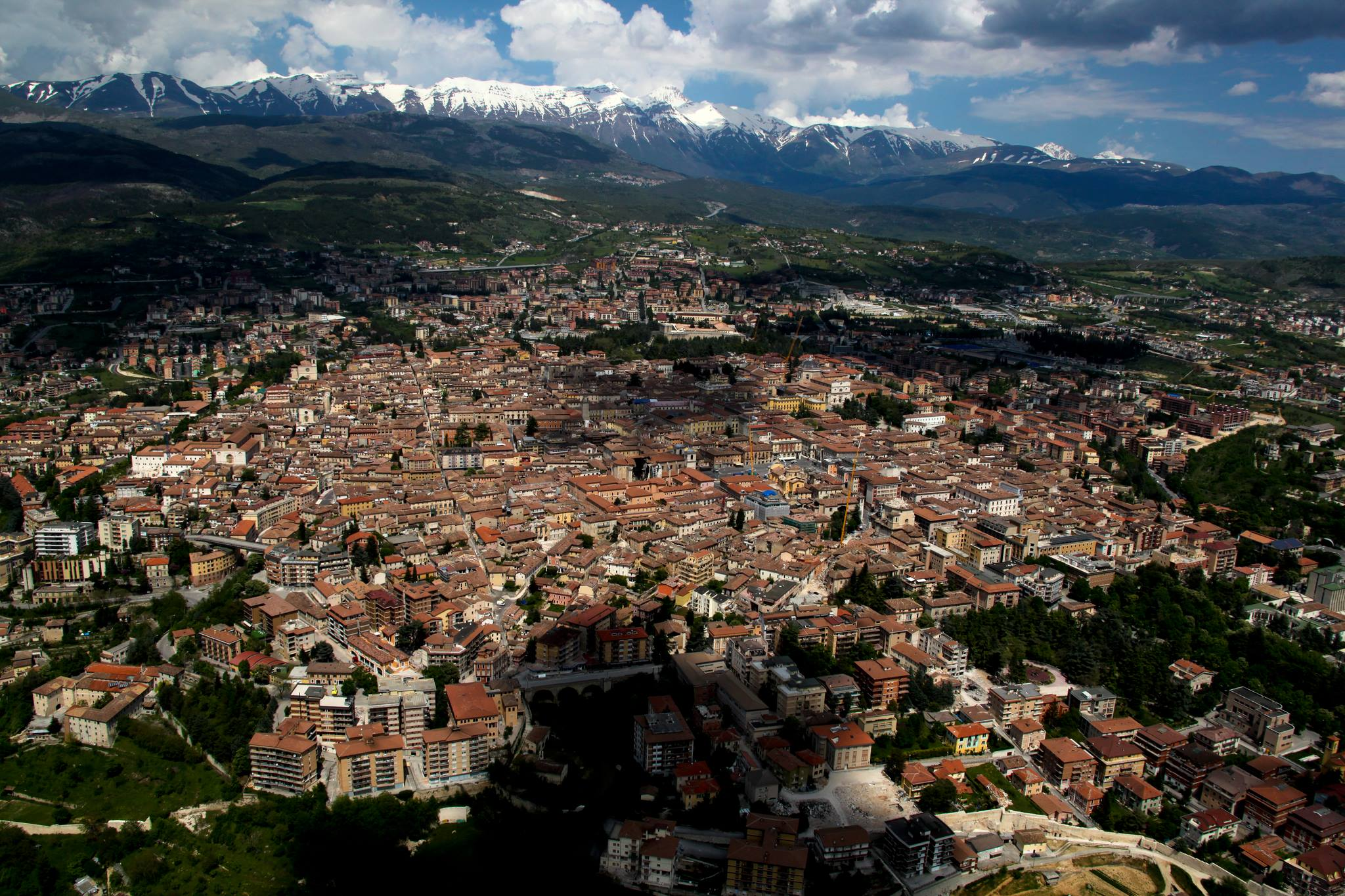
Veduta del centro storico aquilano

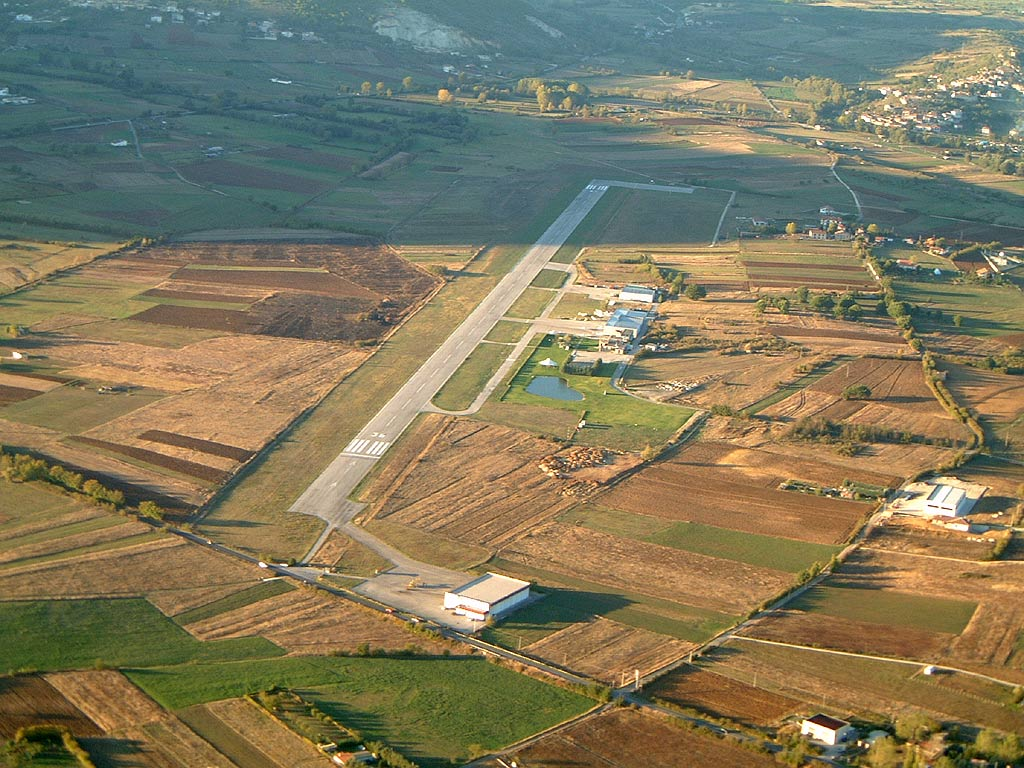
L'Aeroporto dei Parchi, in località Preturo.

Il territorio comunale aquilano ha una superficie di 473,91 km² (che lo pone al nono posto in Italia per superficie) e ospita una popolazione di 70 019 abitanti.
Confina dal versante reatino con i comuni di Antrodoco e Borgorose, dal versante teramano con Crognaleto, Fano Adriano, Isola del Gran Sasso d'Italia e Pietracamela e dal versante propriamente aquilano con Barete, Barisciano, Cagnano Amiterno, Campotosto, Capitignano, Fossa, Lucoli, Magliano de' Marsi, Ocre, Pizzoli, Rocca di Cambio, Rocca di Mezzo, Santo Stefano di Sessanio, Scoppito e Tornimparte.
A causa dell'estensione territoriale molto elevata presenta una rete di servizi molto sparsa sul territorio ed è divisa in 49 frazioni. La città è attraversata dall'asse nord-ovest sud-est della SS 17, che permette un collegamento con il casello autostradale della A25 di Bussi-Popoli, e quindi con Pescara, e Sulmona. Nella zona occidentale della città inizia la SS 80, che collega il capoluogo abruzzese con i comuni dell'alta provincia aquilana e con Teramo.
È attraversata dall'autostrada A24, che collega la città con Teramo e la costa adriatica e con Roma e con il Tirreno. Il trasporto su rotaia presenta una singola linea, la Terni-Sulmona, con tre stazioni sul territorio comunale. L'aeroporto di Preturo (detto Aeroporto dei Parchi) è l'unico presente nella provincia; attualmente è chiuso, ma riaprirà come scalo di aviazione generale; per il trasporto aereo civile si usufruisce dei vicini aeroporti di Fiumicino, Ciampino e Pescara.

### I Quarti

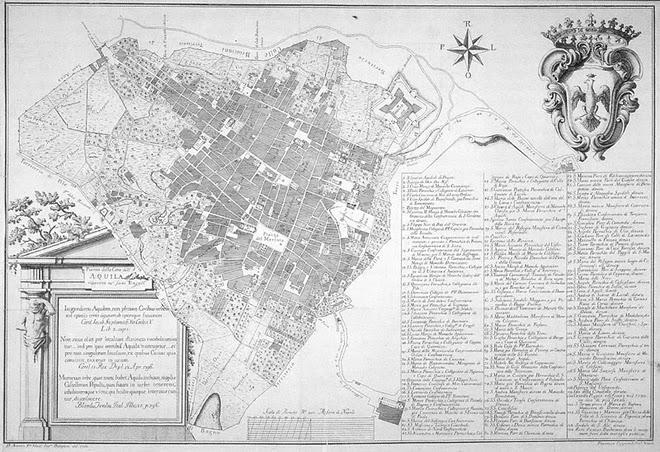
Mappa della città nel 1753

La città storicamente è suddivisa in quattro rioni, i "Quarti", rappresentati da uno stemma e da una chiesa capoquarto. I quarti sono:
- Quarto di San Pietro: occupa la parte nord-nord occidentale del centro storico, la chiesa capoquarto è quella di San Pietro a Coppito;
- Quarto di Santa Maria: occupa la parte nord orientale della città, la chiesa capoquarto è quella di Santa Maria Paganica;
- Quarto di Santa Giusta (o di San Giorgio): occupa la parte meridionale del centro storico, la chiesa capoquarto è quella di Santa Giusta;
- Quarto di San Giovanni (o di San Marciano): occupa la parte orientale della città, la chiesa capoquarto è quella di San Marciano.

Mappa dei Quarti

Le chiese principali di ciascun quarto sono state fondate dai rispettivi castellani (come ad esempio la chiesa di Santa Maria Paganica nel rione Santa Maria proviene dalla chiesa dell'Assunta del castello Paganica, o la chiesa di San Pietro a Coppito dall'omonima sita nel castello di Coppito), e così anche le chiese minori (come ad esempio la chiesa di San Silvestro nel Quarto Santa Maria, fondata dai castellani dell'omonima chiesa di Collebrincioni, o la chiesa di Santa Maria di Roio nel Quarto San Marciano, fondata dai castellani di Poggio di Roio). Legati ad essi sono i "castelli" fondatori circostanti, ossia i comuni e le frazioni, che secondo le cronache di Buccio di Ranallo sarebbero 99. Nella ripartizione territoriale del 1276, i Quarti oltre al centro storico comprendevano anche i relativi castelli (ossia le frazioni) che fondarono ciascuno dei quattro rioni; anche se oggi tendenzialmente s'inquadrano i rioni rispettivi del centro, e a parte le frazioni, specialmente dopo le modifiche territoriali del decreto regio del 1927.

### Le frazioni

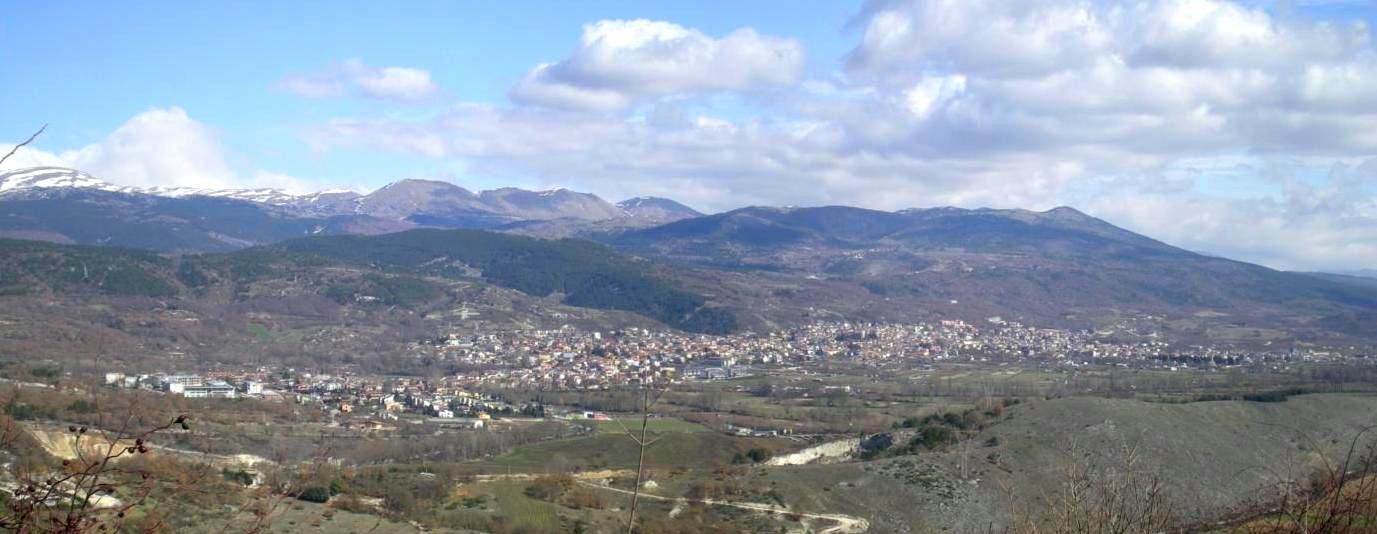
L'area di Tempera-Paganica

Con l'approvazione del decreto "Grande Aquila" nel 1927,
il goverrno fascista creò la provincia di Rieti scorporando una parte della provincia aquilana, riformando anche l'amministrazione territoriale, revocando l'autonomia comunale a otto centri della conca: Arischia, Bagno, Camarda, Lucoli, Paganica, Preturo, Roio e Sassa, che divennero immediatamente parte delle attuali 49 frazioni aquilane. Oggigiorno le maggiori frazioni sono Pettino e Paganica.

### Consigli territoriali di partecipazione
Il territorio del comune dell'Aquila, uno dei più vasti d'Italia, è suddiviso in 12 consigli territoriali di partecipazione, ognuno dei quali elegge un Presidente ed un proprio Consiglio. I consigli territoriali sono:
- I - L'Aquila Centro
- II - Roio
- III - Sassa
- IV - Preturo
- V - Coppito-Pettino
- VI - Arischia
- VII - Torrione
- VIII - S. Barbara-Pile
- IX - Camarda
- X - Paganica
- XI - Bagno
- XII - Pianola

### Nucleo moderno
Pile-Pettino
Questo quartiere fa parte della VII Circoscrizione; si è sviluppato dagli anni '60 a ovest, verso la zona di Campo di Pile, dove esistevano poche abitazioni, per lo più case contadine o ville gentilizie, alcune delle quali ancora presenti. La zona di Pile è attraversata dalla SS 17, che si collega da via Roma del centro storico all'uscita di Porta Barete, ma è accessibile da nord anche mediante il viale della Croce Rossa. Dopo il terremoto dell'Aquila del 2009 il sistema viario è stato notevolmente ampliato e ricostruito, poiché gran parte delle sedi di aziende e uffici vari sono stati spostati fuori dal centro. Presso l'incrocio del viale Roma sono state realizzate due grandi rotatorie monumentali, con sculture artistiche, che collegano la parte nord dell'Aquila mediante via Vicentini, da cui si dirama via Croce Rossa che lambisce il Parco del Castello.
A sud la Strada regionale 615 conduce al Piazzale della Stazione. Sostanzialmente il nucleo di Pile dopo il 2009 si è espanso a macchia di leopardo, inglobando quasi, all'estremo ovest, contrada Coppito, e a nord contrada Pettino e San Giuliano, con la costruzione di sedi commerciali varie, fino al grande centro commerciale L'Aquilone, che si trova presso la Facoltà di Ingegneria e Scienze di Formazione Matematica, collegata direttamente all'ospedale San Salvatore. Pile si divide in:

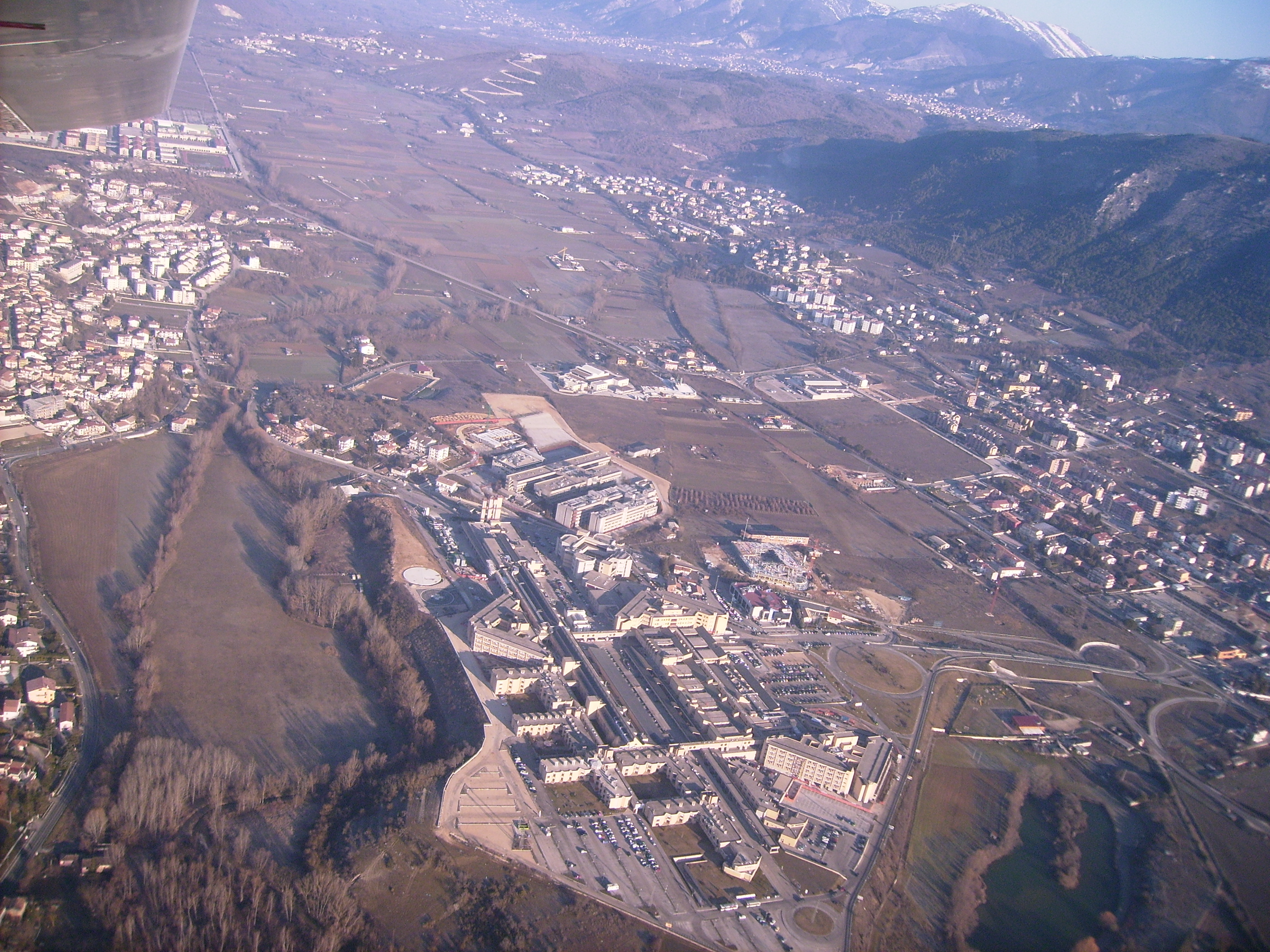
La zona dell'ospedale San Salvatore

- Pile Centro: dominato dall'area verde del Parco Erminio Iacobucci, per cui ci sono progetti di riqualificazione, dall'ex Caserma Campomizzi. Il fulcro dell'asse viario, incrocio tra la SS 17 e la SS 80 è l'Hotel Amiternum, costruito negli anni '60. Numerosissime sono le attività commerciali e ristorative.
- Pile Nord: con il fulcro in Piazza Italia, includente il vecchio nucleo di Santa Barbara, con la storica chiesa di San Sisto. All'estremo nord del quartiere si trova la contrada San Giuliano, con il convento omonimo fondato da San Giovanni da Capestrano. L'asse viario principale è composto da via Piccinini - Via Amiternum - Via Da Vinci, dove si trova il moderno Palazzo della Regione Abruzzo.
- Pile Ovest - Pettino: si sviluppa dopo la curva di uscita L'Aquila Ovest dell'Autostrada A24, ed è stato quasi completamente costruito ex novo dopo il terremoto del 2009, poiché prima interessato scarsamente dal fenomeno industriale-abitativo. Il nucleo centrale moderno è la zona Piazza d'Arti, dove è stato spostato il Museo Sperimentale d'Arte Moderna, mentre la via principale è dedicata alla "Comunità Europea". L'unico elemento storico di rilievo è la chiesa della Madonna delle Grazie (o Madonna di Pettino, del XVII secolo), mentre la parrocchiale moderna è dedicata a San Francesco d'Assisi.
A sud ovest di Pettino sorge il plesso moderno dell'ospedale San Salvatore, collegato direttamente all'Università della Facoltà di Scienze Fisiche e Matematiche; per mezzo di via Vetoio si accede alla storica frazione di Coppito.
- Pile Sud: prima del 2009 era interessato vagamente dal fenomeno industriale, successivamente sviluppatosi in tempi rapidissimi, ad esempio stravolgendo l'area verde dove sorge la romanica chiesa di Sant'Antonio abate (o San Giovanni). Principalmente ospita la sede della Protezione Civile, e a ovest il complesso commerciale de L'Aquilone.

Trasporti
La zona di Pile-Pettino a ovest è accessibile dal casello autostradale A24 uscita L'Aquila Ovest.
Torrione-Via Strinella

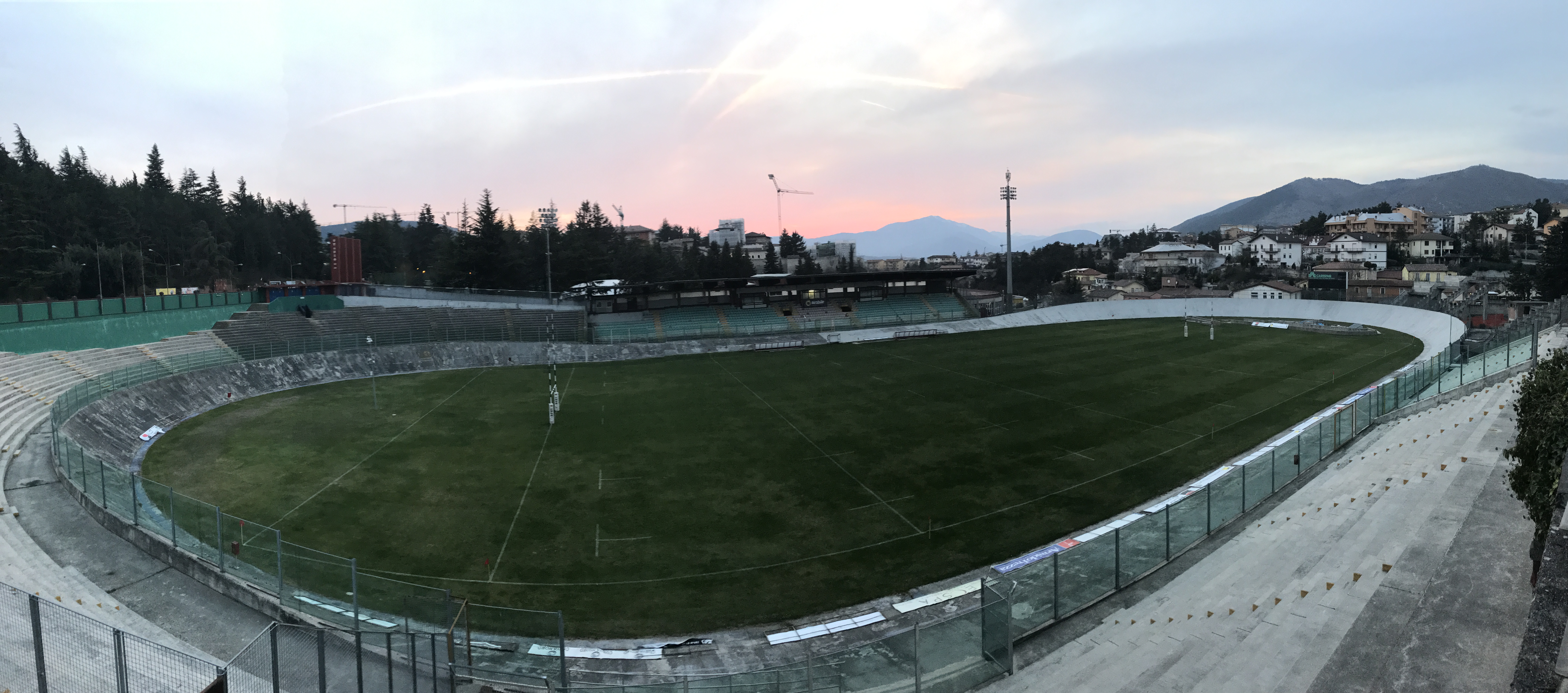
Stadio Fattori

Comprende la zona nord-est attorno al centro storico, sviluppatasi già nei primi anni '60 da abitazioni popolari. A nord dello stadio Fattori sorge il quartiere Torrione, denominato così per il monumento storico presente all'incrocio tra le maggiori strade: via De Gasperi e via Cardinal Mazzarino. Il "torrione" è un monolite, rudere di una torre di avvistamento o di un acquedotto medievale, ridotto in tali condizioni dal terremoto del 1703, e successivamente privato della cima dal sisma del 2009. Il Torrione ospita in via De Gasperi il complesso della Caserma Militare Battaglione degli Alpini, e all'incrocio con via Strinella la Questura. La parrocchia è dedicata a San Pio X.
Via Strinella è un quartiere fuori le mura orientali aquilane, sorto sotto Porta Leoni, nella metà degli anni '50. Il sobborgo lambisce a sinistra il Parco del Castello, ospitando vari uffici come quello dell'Agenzia delle Entrate e le Assicurazioni Generali. A sud confluisce nel terminal "Lorenzo Natali" di Collemaggio. La parrocchia è dedicata a Santa Rita, a pianta circolare simile alla parrocchia di San Pio X a Torrione; altre strade del sobborgo sono via Avezzano, via Chieti, via Teramo, via Atri, via Lanciano.
Trasporti
La zona è raggiungibile dal casello autostradale A24 uscita L'Aquila Est; o seguendo la strada statale 17bis.
Impianti sportivi
- Stadio Tommaso Fattori
- Stadio Gran Sasso d'Italia-Italo Acconcia
- Circolo Tennis L'Aquila
- Piscina al coperto "Ondina Valla"
- Campo federale "Nello Mancini"

Torretta-Sant'Elia
Il quartiere si è sviluppato nell'antica zona di partenza del "tratturo magno", che partiva da Collemaggio verso la val Pescara. Nascente dalla zona sud del cimitero comunale, ingloba a est la frazione Gignano, che sorge presso la biforcazione della SS 17, ed a sud la contrada Sant'Elia. Ospita il Comando Regionale del Corpo Forestale e alcune scuole. La chiesa parrocchiale è stata costruita nel 2011, dedicata a San Mario. Sant'Elia ospita la sede di alcune banche italiane, e si trova a lambire la SS 17 a sud di Porta Napoli. La chiesa parrocchiale degli anni '60, ricostruita dopo il terremoto del 2009, è dedicata a San Lorenzo.